# Ostrów (powiat mławski)
Ostrów – wieś sołecka w Polsce położona w województwie mazowieckim, w powiecie mławskim, w gminie Szreńsk.
W latach 1975–1998 miejscowość należała administracyjnie do województwa ciechanowskiego.